# Аль-Касани
Аляуддин Абу Бакр ибн Масуд ибн Ахмад аль-Касани (ум. 1191) — правовед ханафитского мазхаба. Автор книги «Бада‘и ас-сана‘и».

## Биография
Аляуддин аль-Касани родился в Касане, расположенном на севере реки Сейхун в Ферганской области Средней Азии. Среди его учителей были Аляуддин ас-Самарканди, который впоследствии стал его тестем, а также Абу аль-Муин ан-Насафи. Среди его учеников — его сын Махмуд и автор труда «аль-Мукаддимат аль-Газневийя» Джамалю-д-дин Мухаммад аль-Газневи.
Настоящая слава аль-Касани, известного как «Малик аль-уляма» (букв. «царь учёных»), проистекает из его комментария к «Тухфат аль-фукаха» Аляуддина ас-Самарканди под названием «Бада‘и ас-сана‘и». Его учитель, который был очень доволен этим, выдал за него замуж свою дочь Фатиму, которая тоже была правоведом ханафитского мазхаба, и принял эту работу в качестве брачного дара. Сообщается, что после заключения этого брака аль-Касани, его жена Фатима и тесть Аляуддин ас-Самарканди начали издавать совместные фетвы.
Аль-Касани, совершавший различные научные путешествия, ненадолго отправился в Конью. Он остановился во дворце сельджукского султана Месуда I и в это время участвовал в некоторых научных дискуссиях. Во время одного из дебатов аль-Касани ударил оппонента кулаком, из-за чего пришлось вмешаться правителю. Султан хотел изгнать аль-Касани из Коньи, но после вмешательстве визиря аль-Касани был отправлен в качестве посла в Алеппо к Нуруддину Махмуду Занги. Вероятно, это событие произошло между 1146—1148 годами.
Аль-Касани, пользовавшийся большим уважением среди учёных и студентов Алеппо (Халяба), был назначен Нуруддином Занги преемником Ради ад-дина ас-Саракси (умер в 1149 г.) в медресе Халявийя. Он преподавал в этом медресе до конца своей жизни. Аль-Касани был глубоко привязан к своей жене Фатиме. Всякий раз, когда он сомневался и ошибался в издании фетвы, она сообщала ему правильное решение и объясняла причину ошибки. Хотя аль-Касани был компетентным юристом, Фатима исправляла и редактировала его юридические заключения. Аль-Касани умер 10 раджаба 587 года хиджры (3 августа 1191 г.) в Алеппо и был похоронен в святилище Ибрахима в цитадели Алеппо рядом с могилой своей жены.

## Богословская деятельность и труды
Аль-Касани обладал глубокими познаниями в фикхе и усуль аль-фикхе. Кроме того, он не оставался в стороне от богословских споров своего времени и особенно яро боролся против мутазилитов и нововведенцев.
Наиболее важным известным трудом аль-Касани является «Бада‘и ас-сана‘и фи тартиб аш-шара‘и». Хотя работа была написана как комментарий к книге Аляуддина ас-Самарканди под названием «Тухфат аль-фукаха», основанной на «аль-Мутахар» аль-Кудури, она не была аннотацией в классическом смысле, а была написана с использованием совершенно новой системы. Эта книга считается отдельной книгой как по содержанию, так и по методу. В отличие от «аль-Хидаи» его современника аль-Маргинани, книга аль-Касани никогда не комментировалось. Только появление современного печатного издания в начале XX века привлекло к работе большее внимание. С тех пор он занимает центральное место в ханафитских академических учреждениях.
В дополнение к «Бада‘и ас-сана‘и» аль-Касани также написал комментарий к Корану, сохранившийся в виде рукописи. Аль-Касани приписывают «Китаб ат-Тавилят», а также работу по каламу под названием «ас-Султан аль-мубин фи усуль ад-дин», которая, как утверждается, также известна как «аль-Му‘тамад фи аль-мутахад».